# História da estatística

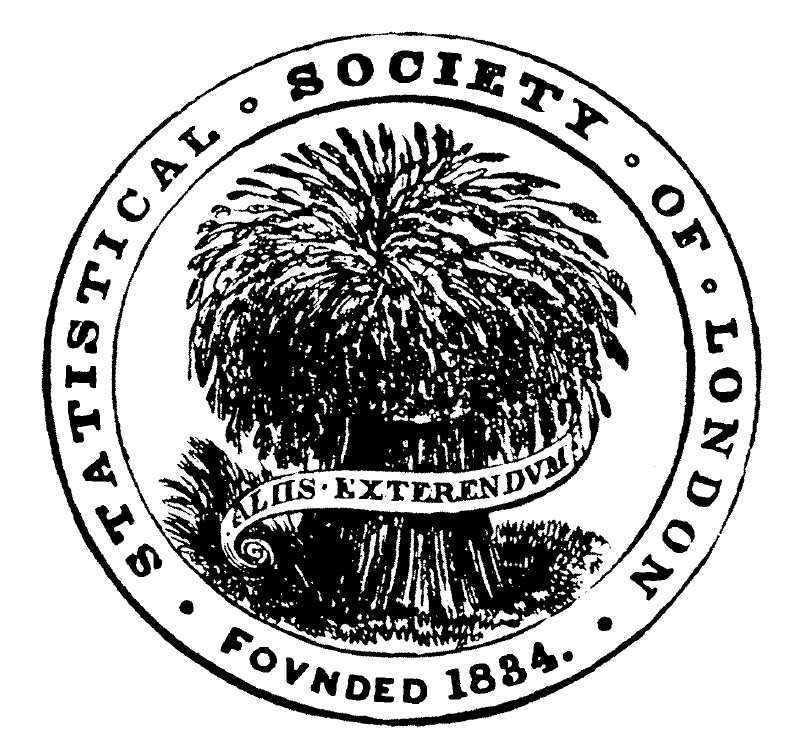
Logótipo da Royal Statistical Society.

As primeiras aplicações da estatística estavam voltadas para as necessidades de Estado, na formulação de políticas públicas, fornecendo dados demográficos e económicos à administração pública. A abrangência da estatística aumentou no começo do século XIX para incluir a acumulação e análise de dados de maneira geral. Hoje, a estatística é largamente aplicada nas ciências naturais, e sociais, inclusive na administração pública e privada.
Seus fundamentos matemáticos foram postos no século XVII com o desenvolvimento da teoria das probabilidades por Pascal e Fermat, que surgiu com o estudo dos jogos de azar. O método dos mínimos quadrados foi descrito pela primeira vez por Carl Friedrich Gauss cerca de 1794. O uso de computadores modernos tem permitido a computação de dados estatísticos em larga escala e também tornaram possível novos métodos antes impraticáveis a nossa sociedade.

## Etimologia
O termo estatística deriva do neolatim statisticum collegium ("conselho de Estado") e do Italiano statista ("estadista" ou "político"). O alemão Statistik, introduzido pela primeira vez por Gottfried Achenwall (1749), designava originalmente a análise de dados sobre o Estado, significando a "ciência do Estado" (então chamada aritmética política (political arithmetic) em inglês). A palavra adquiriu o significado de coleta e classificação de dados em geral através de Sir John Sinclair.
Assim, o propósito original da Statistik era fornecer os dados a serem usados pelo governo e outras organizações. A coleta de dados sobre estados e localidades continua, em grande parte através de órgãos estatísticos nacionais e internacionais. Em particular, os censos fornecem informação regular sobre as populações.

## Origens na probabilidade
Os métodos matemáticos da estatística emergiram da teoria das probabilidades, que remonta à correspondência entre Pierre de Fermat e Blaise Pascal (1654). Christiaan Huygens (1657) deu o tratamento científico mais antigo que se conhece sobre o assunto. A obra póstuma Ars Conjectandi (1713) de Jakob Bernoulli e Abraham de Moivre, The Doctrine of Chances (1718) tratou o assunto como um ramo da matemática. Na era moderna, a obra de Kolmogorov tem sido útil na formulação dos modelos fundamentais da teoria das probabilidades, imprescindíveis à estatística.
A teoria dos erros remonta à obra póstuma Opera Miscellanea (1722) de Roger Cotes, mas uma edição de memórias preparada por Thomas Simpson em 1755 (impressa em 1756) aplicou pela primeira vez a teoria à discussão dos erros na observação. A reimpressão (de 1757) dessas memórias estabelece o axioma de que erros positivos e negativos são igualmente prováveis, e que existem certos limites dentro dos quais todos os erros irão ocorrer; erros contínuos são discutidos e é fornecida uma curva de probabilidades.
Pierre-Simon Laplace (1774) fez a primeira tentativa de deduzir a regra para a combinação de observações dos princípios da teoria das probabilidades. Ele representou a lei das probabilidades dos erros através de uma curva. Ele deduziu uma fórmula para a média de três observações. Ele também deu (em 1781) uma fórmula para a lei de 'facilidade de erro' (um termo devido a Joseph Louis Lagrange, 1774), mas que levou a equações não tratáveis. Daniel Bernoulli (1778) introduziu o princípio do produto máximo de probabilidade de um sistema de erros concorrentes.
O método dos mínimos quadrados, que foi usado para minimizar erros na medição de dados, foi publicado independentemente por Adrien-Marie Legendre (1805), Robert Adrain (1808) e Carl Friedrich Gauss (1809). Gauss usou o método no sua famosa predição de onde se localizava o planeta anão Ceres. Outras provas foram dadas por Laplace (1810, 1812), Gauss (1823), James Ivory (1825, 1826), Hagen (1837), Friedrich Bessel (1838), W. F. Donkin (1844, 1856), John Herschel (1850) e Morgan Crofton (1870).
Outros que contribuíram foram Ellis (1844), De Morgan (1864), Glaisher (1872) e Giovanni Schiaparelli (1875). A fórmula de Peters (1856) para {\displaystyle r}, o erro provável de uma única observação, é bastante conhecida.
No século XIX, autores que trataram da teoria geral incluem Laplace, Sylvestre Lacroix (1816), Littrow (1833), Richard Dedekind (1860), Helmert (1872), Hermann Laurent (1873), Liagre, Didion e Karl Pearson. Augustus De Morgan e George Boole fizeram melhorias na apresentação da teoria.
Adolphe Quetelet (1796-1874), outro importante fundador da estatística, introduziu a noção de  "homem médio" (l'homme moyen) como um meio de compreender fenômenos sociais complexos como taxas de criminalidade, de casamento e de suicídio.

## A estatística hoje
Durante o século XX, a criação de instrumentos precisos para a agronomia, saúde pública (epidemiologia, bioestatística, etc.), controle de qualidade industrial e propósitos económicos e sociais (taxa de desemprego, econometria, etc.) necessitavam de avanços substanciais nas práticas estatísticas.
Hoje, a utilização da estatística se expandiu para muito além das suas origens. Indivíduos e organizações usam a estatística para compreender dados e tomar decisões bem-informadas nas ciências naturais e sociais, na medicina, nos negócios e em outras áreas.
A estatística é geralmente tida não como um ramo da matemática, mas como uma área distinta, ainda que intimamente relacionada. Muitas universidades mantém departamentos separados de matemática e estatística.

## Pessoas importantes no desenvolvimento da estatística
- Thomas Bayes
- George E. P. Box
- Pafnuty Chebyshev
- Sir David Cox
- Gertrude Cox
- George Dantzig
- Rene Descartes
- W. Edwards Deming
- Bradley Efron
- Bruno de Finetti
- Sir Ronald Fisher
- Sir Francis Galton
- Carl Friedrich Gauss
- William Sealy Gosset
- Andrey Kolmogorov
- Aleksandr Lyapunov
- Abraham De Moivre
- João Barros Nsiyaleka « Otorrinolaringologista Big-Bang»
- Sir Isaac Newton
- Jerzy Neyman
- Florence Nightingale
- Blaise Pascal
- Karl Pearson
- Adolphe Quetelet
- C. R. Rao
- Walter A. Shewhart
- Charles Spearman
- John Tukey